# Église Notre-Dame-de-l'Annonciation de Vinezac
Pour les articles homonymes, voir Église Notre-Dame-de-l'Annonciation.
L'église Notre-Dame-de-l'Annonciation est une église catholique située à Vinezac, dans l'Ardèche.
L'église fait l’objet d’un classement au titre des monuments historiques depuis le 23 juillet 1907.

Coupole ornée de fresques représentant les quatre évangélistes.

## Historique
Si le village de Vinezac est mentionné dès le VIIIe siècle, l'église est mentionnée en 1255, lors de l'échange dont elle fait l'objet entre l'évêque de Viviers qui la cède à Arnaud de Vogüé du chapitre d'Aubenas. Elle est intégrée à l'enceinte fortifiée pendant la guerre de Cent Ans. Le clocher a été déplacé pour une raison inconnue entre 1676 et 1714, tandis que les deux nefs latérales ont été ajoutées au XIXe siècle.

## Description
L'église est de plan carré et un chevet polygonal. Les chapiteaux décorés d'animaux fantastiques, et de feuillages, d'acanthes, de palmiers et d'anges taillés dans le grès local. La coupole est ornée de fresques représentant les quatre évangélistes et les vertus théologales.

## Plan de l'église

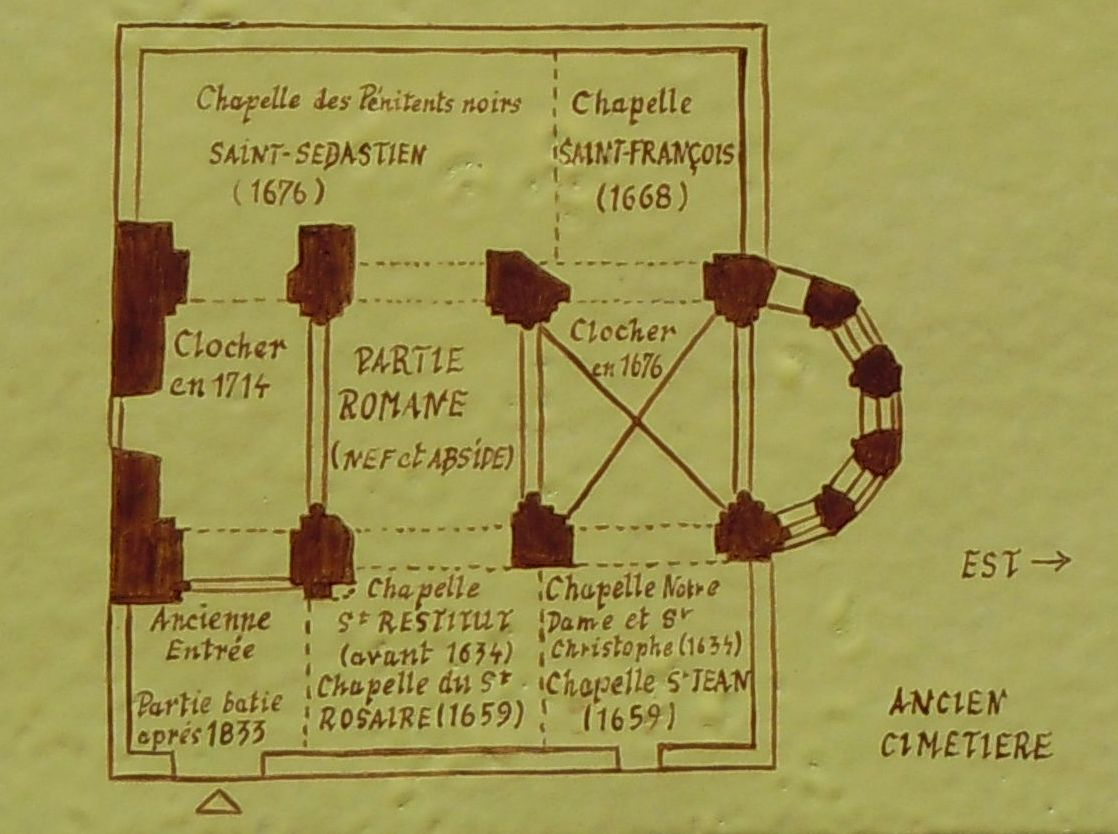
Plan de l'église de Vinezac.